# 陳淮 (嘉靖甲辰進士)
陳淮（1513年—？），字豫之，浙江寧波府奉化縣人，民籍，明朝政治人物。

## 生平
嘉靖二十二年（1543年）癸卯科浙江鄉試第八十六名舉人。嘉靖二十三年（1544年）中式甲辰科會試第二百五十三名，登第二甲第九十三名進士。

## 家族
曾祖陳忠素；祖父陳瑗；父陳縉，母袁氏。慈侍下。兄陳澤。弟陳河。